# Ле-Френ (Ер)
Ле-Френ (фр. Le Fresne) — колишній муніципалітет у Франції, у регіоні Нормандія, департамент Ер. Населення — 305 осіб (2011).
Муніципалітет був розташований на відстані близько 105 км на захід від Парижа, 60 км на південь від Руана, 15 км на південний захід від Евре.

## Історія
До 2015 року муніципалітет перебував у складі регіону Верхня Нормандія. Від 1 січня 2016 року належав до нового об'єднаного регіону Нормандія.
1-1-2018 Ле-Френ, Ле-Меній-Ардре i Орво було об'єднано в новий муніципалітет Ле-Валь-Доре.

## Демографія
Динаміка населення (INSEE ):
Розподіл населення за віком та статтю (2006):
| Стать | Всього | До 15 років | 15-24 | 25-44 | 45-64 | 65-85 | Понад 85 |
| --- | ------ | ----------- | ----- | ----- | ----- | ----- | -------- |
| Чоловіки | 132    | 12          | 28    | 16    | 52    | 24    | 0        |
| Жінки | 148    | 36          | 12    | 20    | 72    | 8     | 0        |
| \| Статево-вікова піраміда \| Статево-вікова піраміда \| Статево-вікова піраміда \| \| ----------------------- \| ----------------------- \| ----------------------- \| \| Чоловіки \| Вік \| Жінки \| \| 0 \| 85 + \| 0 \| \| 0 \| 80-84 \| 0 \| \| 8 \| 75-79 \| 0 \| \| 16 \| 70-74 \| 0 \| \| 0 \| 65-69 \| 8 \| \| 8 \| 60-64 \| 8 \| \| 4 \| 55-59 \| 20 \| \| 32 \| 50-54 \| 24 \| \| 8 \| 45-49 \| 20 \| \| 0 \| 40-44 \| 0 \| \| 8 \| 35-39 \| 8 \| \| 0 \| 30-34 \| 0 \| \| 8 \| 25-29 \| 12 \| \| 4 \| 20-24 \| 12 \| \| 24 \| 15-20 \| 0 \| \| 8 \| 10-14 \| 16 \| \| 4 \| 5-9 \| 4 \| \| 0 \| 0-4 \| 16 \| |        |             |       |       |       |       |          |
| Статево-вікова піраміда |        |             |       |       |       |       |          |
| Чоловіки | Вік    | Жінки       |       |       |       |       |          |
| 0 | 85 +   | 0           |       |       |       |       |          |
| 0 | 80-84  | 0           |       |       |       |       |          |
| 8 | 75-79  | 0           |       |       |       |       |          |
| 16 | 70-74  | 0           |       |       |       |       |          |
| 0 | 65-69  | 8           |       |       |       |       |          |
| 8 | 60-64  | 8           |       |       |       |       |          |
| 4 | 55-59  | 20          |       |       |       |       |          |
| 32 | 50-54  | 24          |       |       |       |       |          |
| 8 | 45-49  | 20          |       |       |       |       |          |
| 0 | 40-44  | 0           |       |       |       |       |          |
| 8 | 35-39  | 8           |       |       |       |       |          |
| 0 | 30-34  | 0           |       |       |       |       |          |
| 8 | 25-29  | 12          |       |       |       |       |          |
| 4 | 20-24  | 12          |       |       |       |       |          |
| 24 | 15-20  | 0           |       |       |       |       |          |
| 8 | 10-14  | 16          |       |       |       |       |          |
| 4 | 5-9    | 4           |       |       |       |       |          |
| 0 | 0-4    | 16          |       |       |       |       |          |

## Економіка
2010 року серед 214 осіб працездатного віку (15—64 років) 153 були активними, 61 — неактивною (показник активності 71,5%, у 1999 році було 70,7%). З 153 активних мешканців працювало 145 осіб (72 чоловіки та 73 жінки), безробітними було 8 (5 чоловіків та 3 жінки). Серед 61 неактивної 24 особи були учнями чи студентами, 26 — пенсіонерами, 11 були неактивними з інших причин.

У 2010 році в муніципалітеті числилось 121 оподатковане домогосподарство, у яких проживали 329,0 особи, медіана доходів виносила 21 337 євро на одного особоспоживача